# 대불정여래밀인수증요의제보살만행수능엄경 권1, 2, 4, 7, 8, 10
대불정여래밀인수증요의제보살만행수능엄경 권1, 2, 4, 7, 8, 10(大佛頂如來密因修證了義諸菩薩萬行首楞嚴經 券一, 二, 四, 七, 八, 十)은 충청북도 청주시 흥덕구, 청주고인쇄박물관에 있는 조선시대의 책이다. 2018년 3월 16일 충청북도의 유형문화재 제373호로 지정되었다.

## 개요
대불정여래밀인수증요의제보살만행수능엄경은 세조 7년(1461년)에 세조가 직접 구결을 달고, 김수온, 한계희 등의 문신들과 승려 신미에게 번역을 명하여 교서관에서 을해자와 한글활자로 인쇄한 불교경전이다.
이 책은 오류가 많아 다시 교정을 보아 1462년에 간경도감에서 목판으로 간행하였는데 본서는 목판본을 만들기 위해 교정을 하였던 흔적이 남아 있고, 방점의 사용과 빈도 등의 한글의 변천과정을 알 수 있는 국어사와 인쇄사 연구의 중요한 자료이다.

## 참고 문헌
- 대불정여래밀인수증요의제보살만행수능엄경 권1, 2, 4, 7, 8, 10 - 국가유산청 국가유산포털